# بول مولر (ممثل)
بول مولر (الألمانية السويسرية الموحدة: Paul Müller) هو ممثل سويسري، ولد في 11 مارس 1923 بنوشاتيل في سويسرا.

## أعمال

### أفلام
- (1962) بيلاطس البنطي
- (1972) جزيرة الكنز
- (1973)  الأيام العشر الأخيرة
- (1974) موسى

## وصلات خارجية
- بول مولر على موقع IMDb (الإنجليزية)
- بول مولر على موقع ألو سيني (الفرنسية)
- بول مولر على موقع أول موفي (الإنجليزية)
- بول مولر على موقع قاعدة بيانات الأفلام السويدية (السويدية)
- بول مولر على موقع قاعدة بيانات الفيلم (الإنجليزية)
- بول مولر على موقع كينوبويسك (الروسية)